# 미야자키 시게사부로
미야자키 시게사부로(宮崎 繁三郎, 1892년 1월 4일 ~ 1965년 8월 30일)는 일본 제국의 육군 군인으로, 최종 계급은 중장이다. 지금의 기후현 기후시 출신으로, 기후중학(현 기후 현립고등학교)를 나와 육사 26기로 임관했다. 장남은 같은 육사 출신으로 메이지 대학 총장을 지낸 미야자키 시게키(宮崎繁樹)다.
장교에 임관한 뒤 육군대학에 들어가 참모 교육을 받았다. 참모본부, 정보기관에서 오래 근무하긴 했지만, 할힌골 전투, 임팔 작전 등 일본군이 열세에 몰려 있던 전투에서 항상 전공을 거둔 것으로 더 잘 알려져 있어, 일본 육군 굴지의 야전 지휘관으로 명성이 높다. 전략적으로 불리한 상황하에서 싸우는 일이 많았고, 눈부신 ‘승리’를 얻지도 못했지만, 부대를 끝까지 지켜내고 끈질기게 싸웠다. 하지만 언제나 한정적인 부대 내 지휘권밖에 주어지지 않았고, 그런 재능을 활용할 수 있는 기회가 없었다.

## 군인 생활

### 할힌골 전투
육군 대좌(대령) 보병 제16연대장으로서 참전한 할힌골 전투에서 유일하게 승리한 전선 지휘관이었다. 또 정전 협정 후에는 기지를 발휘하여 주둔 지역에 날짜와 부대명을 새긴 돌을 설치하여 일본군이 점령하고 있던 지역임을 명확히 함으로써, 일제와 소련 간에 국경선을 확정하는 데 큰 도움이 되었다.

### 임팔 작전
1944년에 일본군 제15군 사령관 무다구치 렌야(牟田口廉也) 중장이 주도한 임팔 작전은 보급을 무시한 무모한 작전으로, 많은 희생자를 냈다. 당시 소장이었던 미야자키는 제31사단 보병단장으로서 참전했다. 그는 험준한 산악지대를 스스로 맡으면서 선두에 서 부하들을 인솔, 요충지 코히마의 점령을 지휘했다. 코히마는 임팔의 보급로로서, 영국군의 치열한 반격이 시작되자 제31사단은 큰 피해를 입고 지원군·보급이 끊긴 상태로 고립된다. 이때 제31사단장 사토 코토쿠 소장은 터무니없는 군 명령에 항명하여 사단의 군량과 마초를 공급하지 않는 것에 대해 항의하고 독단적으로 퇴각을 개시한다. 동시에 미야자키 소장 휘하 보병단에게는 사단 주력이 퇴각하는 동안 엄호를 위해 지점 사수를 명령한다. 미야자키는 이 무모한 명령에 최선을 다해 교묘한 지체 전술로 수 주에 걸친 지구전을 실시, 그 뒤 새로 내려온 명령에 의해 퇴각을 완수했다. 이 퇴각 시의 행동으로 우수한 지휘관이자 인격자, 이성적 군인으로 칭송을 받게 된다.
미야자키는 부상병을 전쟁터에 버리고 가지 않는다는 신념 아래, 몸소 부상병의 들것을 메어주고, 밥이 먹고싶다고 하면 자신의 식대를 내주면서 병사들을 직접 격려했다. 뿐만 아니라 다른 부대의 부상병이나 전사자를 발견하면 시체는 매장하고 부상자는 수용해 가면서, 일본군의 백골시체가 길처럼 깔려있는 지옥의 ‘백골가도’(白骨街道; 임팔 작전 당시 너무 많은 일본군 시체 때문에 전염병이 돌 것을 우려한 영국군이 모두 화장 처리하여, 그 뼈가 산더미처럼 쌓여 나온 표현)를 퇴각해 나갔던 것이다. 이것은 미야자키의 군인으로서의 이성뿐 아니라 인간으로서의 윤리관 때문이기도 했다.

### 버마 탈출
임팔 작전 후에 제54사단장이 된 미야자키는 1945년 4월에 이라와디강 하류 부근에서 방위전을 전개했다. 그러나 갑자기 상급부대인 버마 방면군 사령관 기무라 헤이타로(木村兵太郎) 대장이 사령부를 내팽개치고 도망쳐 버렸기 때문에 지휘계통을 잃어버린 미야자키 사단은 적 한가운데에 완벽하게 고립되어 버렸다. 전멸 직전에 중장비를 방기 및 폐기하고 페구 산맥의 대나무숲으로 도망쳤지만, 보급과 연락이 끊어진 제54사단은 전군이 굶어 죽을 위기에 처하고 말았다. 7월 하순에 부대를 분산하여 적진 돌파를 시도했지만 장병 대부분이 사망, 목적지였던 싯탄 강까지 도착한 것은 반수 이하였다. 미야자키는 거기서도 끈질기게 방위전을 계속하던 와중에 종전을 맞이한다.

## 종전 후
그 뒤 버마의 수용소에 갇혀 영국군의 포로가 되어 있을 때는 부하가 부당한 대우를 받았다 싶으면 그때마다 영국군에게 엄중하게 항의하여 부하들을 지켰다. 전쟁이 끝나고, 포로가 되었어도 미야자키는 끝까지 지휘관으로서의 의무를 저버리지 않았다. 1947년 5월에 석방되어 귀국했다.
귀국 후에는 스스로의 공적을 떠벌리고 다니지 않고, 정치적·경제적 활동도 삼가면서 오다와라 선 시모키타자와 역 근처 상가에 도자기 소매점 ‘기후옥’을 열고 점주로 청렴하고 온화하게 살다 생을 마감했다. 임종 때 병상을 방문한 옛 부하에게 “적중 돌파 때 낙오된 부대는 틀림없이 확보되었느냐?”(敵中突破で分離した部隊を間違いなく掌握したか？)라고 정신을 잃은 채 몇 번이나 헛소리를 했다. 미야자키는 페구 산맥 탈출 당시 많은 부하들을 잃은 것을 끝까지 마음에 품고 있었던 것이다.

## 평가
수많은 경력, 특히 임팔 작전시의 뛰어난 지휘와 이성적 행동으로, 미야자키 시게사부로에 대한 평가는 매우 높아 태평양 전쟁 당시 일본군의 명장 중 한명으로 기억되고 있다. 육사, 육군대학에서의 성적은 보통이었지만, 전선에 나가면 큰 능력을 발위하는 타입의 지휘관이었다. 실제의 싸움은 탁상의 군사학과는 선을 긋는 것이라는 것을 보여준다고 할 수 있다. 참전했던 전투마다 미야자키에게 주어진 권한과 병력은 결코 크다고 할 수 없었고, 같은 전쟁터의 동격 지휘관들과 비교해 특별히 유리한 대우를 받은 적은 한 번도 없었다. 그런데도 많은 무공을 남긴 것은, 그 어떤 최악의 상태에서도 최선을 다하는 뛰어난 야전 장교로서의 능력과 위대한 인덕을 보여주고 있다. 미야자키는 어떤 궁지에 몰려도 약한 소리를 하지 않고, 터무니없는 명령을 내리는 상관을 비난하지도 않았다.
임팔 작전 당시 ‘일본군의 양심’이라고 할 수 있는 미야자키의 행동은 문제의 작전을 입안, 지휘하여 파멸을 초래한 무다구치 렌야 사령관과 극적으로 비교되어 인구에 회자되고 있다. 이 작전에 종군한 병사들은 무다구치의 이름을 입에만 올리면 하나같이 입술을 떨면서 분노하다가도 미야자키의 이름이 나오면 그 분노를 가라앉힐 수 있었다고 한다.

## 같이 보기
- 사토 코토쿠
- 사쿠라이 쇼조
- 무다구치 렌야

## 참고 자료
- 도요타 조(豊田穣), 《명장 미야자키 시게사부로: 불패의 최전선 지휘관의 생애》(名将宮崎繁三郎 不敗、最前線指揮官の生涯)

（光人社、1986년） ISBN 4-7698-0304-4、（光人社、2000년 재간） ISBN 4-7698-0970-0
（光人社NF文庫、1994년） ISBN 4-7698-2069-0